# Competenza sociale
La competenza sociale è la competenza psicologica, relazionale e comunicativa, legata all'adeguata comprensione ed utilizzo, da un punto di vista cognitivo, affettivo e funzionale, delle regole di interazione sociale.

## L'origine della competenza sociale
L'acquisizione delle competenze sociali ha inizio nei primi anni di vita attraverso il legame di attaccamento alla madre ed è collegata alla capacità di gestione ed espressione delle proprie emozioni. Questo collegamento, accettato dagli psicologi dell'età evolutiva, è stato documentato per la prima volta nei bonobo. I bonobo sono primati non umani solitamente chiamati "scimpanzé nano"; è stato dimostrato, attraverso una ricerca sul campo, che in questi primati vi è un collegamento tra le competenze emotive relative all'infanzia e il comportamento sociale.
La connessione tra competenze emotive e competenze sociali si struttura durante il periodo dello sviluppo: già nella prima infanzia i bambini con una migliore regolazione emotiva mostrano un minor grado di stress in risposta al pianto di altri bambini. Una volta formata, questa connessione resta anche nell'età adulta: chi possiede una maggiore regolazione emotiva dimostra anche una maggiore empatia verso gli altri, che a sua volta si manifesta con un comportamento di cura e accudimento.
È stato dimostrato che i più inclini a rispondere alla sofferenza psicologica di altri individui offrendo consolazione erano i cuccioli di bonobo con più competenze emotive e sociali. Questo comportamento era meno frequente nei bonobo adottati dal centro di recupero e molto più rilevante negli esemplari allevati dalle proprie madri. Anche nei primati non umani è stata quindi dimostrata la forte correlazione tra competenza emotiva e competenza sociale, come anche l'importanza di un buon legame con la madre per lo sviluppo di queste competenze.
La consapevolezza di Sé è importante per lo sviluppo della competenza sociale e nasce tra i 15 e i 18 mesi. Essa si rileva attraverso alcuni indicatori:
- autoriconoscimento come capacità di percepire la propria immagine fisica e di riconoscerla come stabile e continua nel tempo e nello spazio.
- utilizzo di termini verbali che riguardano sé stessi e agli altri come entità distinte (me, tu, noi, …).
- capacità di usare alcune categorie esteriori quali l'età, il sesso, i lineamenti e l'aspetto fisico per identificare sé stesso.[2]

## Le caratteristiche fondamentali della competenza
Alla competenza sono comunemente attribuite alcune caratteristiche fondamentali.
- Gradualità: la sua nascita avviene in momenti particolari della crescita dei ragazzi e al termine dell'obbligo scolastico può svilupparsi ancora. La competenza procede per varie fasi. La scuola, però, deve tener conto di questo durante l'intero percorso, per favorire lo sviluppo e l'auto-consapevolezza degli studenti.
- Conoscenze: indicano l'assorbimento di informazioni (fatti, principi, teorie e pratiche, relative ad un ambito disciplinare) attraverso l'apprendimento.
- Abilità: le abilità sono cognitive (uso del pensiero logico, intuitivo e creativo) e pratiche (implicano l'abilità manuale e l'uso di metodi, materiali, strumenti) e indicano le capacità di mettere in pratica le conoscenze per eseguire compiti e dare soluzione ai problemi.
- Capacità: indicano un'ereditarietà e la possibilità in partenza di fare qualcosa; le abilità ne indicano l'applicazione a seguito di esercizio, la competenza il compimento (provvisorio) dell'intreccio di conoscenze, abilità, capacità.[3]

## Conoscenze e abilità
Possiamo ricavare una distinzione tra conoscenze e abilità.
Le conoscenze sono il frutto delle teoria dell'uomo. Sono conoscenze anche i principi, le regole, le teorie dell'etica individuale e collettiva (valori civili costituzionali, nazionali o sovranazionali) che costituiscono gli «obiettivi specifici di apprendimento» della Convivenza civile. Nella scuola, sono in particolare quelle trovate dai risultati della ricerca scientifica, che si sommano nella «cultura» di una civiltà. Si riferiscono al sapere che una società intende trasmettere alle nuove generazioni e non perdere perché, se interiorizzato, è ritenuto molto generativo, condizione per l'ulteriore potenziamento di sé.
Le abilità sono la premessa e il frutto della razionalità tecnica dell'uomo. Sono saperi, ma del fare; un fare di cui si conoscono e si comprendono le ragioni, le procedure, gli scopi, i prodotti. È abile colui che non solo produce qualcosa o risolve problemi, ma colui che conosce anche le ragioni di questo “fare”, sa perché, agendo in un certo modo e rispettando delle procedure, si ottengono determinati risultati.

## Il quadro europeo delle competenze chiave
Il quadro Europeo delle competenze chiave, emesso alla fine del 2006, trova e dà definizione delle abilità chiave e delle conoscenze di cui ogni individuo ha bisogno al fine di trovare un lavoro, un'integrazione sociale, una realizzazione personale e una partecipazione attiva al mondo che cambia. 
Il quadro comprende abilità in materie tradizionali come l'alfabetizzazione, la capacità di calcolo, la conoscenza di lingue straniere, la scienza e l'informatica, ma anche altre abilità, quali imparare a imparare, competenze sociali e civili, spirito di iniziativa, imprenditorialità, consapevolezza culturale e capacità di auto espressione.
Competenze chiave 18 dicembre 2006:
- Comunicare nella madrelingua.
- Comunicare nelle lingue straniere.
- Competenza matematica e competenze di base in scienza e tecnologia.
- Competenza digitale.
- Imparare ad imparare.
- Competenze interpersonali, interculturali e sociali e competenza civica.
- Imprenditorialità.
- Espressione culturale.

Competenze chiave D.M 139/07:
- Imparare ad imparare.
- Progettare.
- Comunicare: comprendere e rappresentare.
- Collaborare e partecipare.
- Agire in modo autonomo e responsabile.
- Risolvere problemi.
- Individuare collegamenti e relazioni.
- Acquisire e interpretare l'informazione.

## Raccomandazione del Parlamento Europeo
Il Parlamento dell'Unione Europea ha pubblicato una raccomandazione sulla competenza sociale, intesa come una delle competenze chiave del cittadino: 
(Raccomandazione del Parlamento Europeo e del Consiglio del 18 dicembre 2006, relativa a competenze chiave per l'apprendimento permanente; Gazzetta Ufficiale dell'Unione Europea, pag.8.)

## Valutare la competenza sociale
Quando il ricercatore è in procinto di analizzare la competenza sociale dei bambini durante l'interazione con i coetanei deve definire precisamente il suo disegno di ricerca e le variabili che vuole governare; il costrutto presenta infatti grande variabilità secondo la durata delle interazioni, la tonalità delle stesse (positiva/negativa/neutra), il setting (casa/scuola), le caratteristiche degli interlocutori (maschi/femmine), l'età degli interlocutori e il livello di analisi (macro/micro).
Le informazioni possono essere rilevate attraverso fonti, quali ad esempio le figure vicine al bambino (genitori, nonni,...) e la disponibilità di contesti differenti. I genitori sono capaci di catturare al meglio soltanto alcune caratteristiche dei figli, infatti l'attendibilità dei dati che raccolgono è minata dal loro coinvolgimento emotivo. La valutazione può risentire anche di norme e valori della cultura di appartenenza. Per l'osservatore esterno il rischio è quello di maggiore compimento nella valutazione.
Metodi di osservazione: l'osservazione diretta delle interazioni tra pari consente di ottenere una valutazione scrupolosa ed esauriente dei comportamenti interessati e della loro variabilità.
I bambini piccoli sono da una parte incapaci di esprimere i loro pensieri, le loro necessità e i loro desideri attraverso il linguaggio, d'altro canto però non sanno mascherare i loro sentimenti, le loro idee ed esplicitano tutto attraverso il comportamento.
Per quanto riguarda il contesto osservativo è importante definire minuziosamente gli aspetti che si intendono esplorare, predisporre e organizzare nel modo più efficace al perseguimento degli obiettivi del ricercatore.
Occorre individuare il contesto in cui è più probabile vedere affiorare i comportamenti di interesse e analizzare tali comportamenti in più circostanze.
Vanno definiti accuratamente, la durata di ogni situazione osservata e i tempi scelti per la rilevazione dei comportamenti. Non esiste un tempo standard per tutte le circostanze e le peculiarità degli strumenti adottati richiedono un tempo minimo di osservazione.
La durata ideale è la mediazione tra l'obiettivo di rilevare un numero sufficiente di osservazioni e la possibilità di svelarle nel minor tempo possibile.
Osservando le interazioni tra i bambini, il valutatore, perseguendo i propri obiettivi, può prestare attenzione al singolo, ad una diade, al gruppo.
L'osservatore deve decidere qual è il soggetto che intende osservare e in base a questo si può parlare di:
- focal sampling: l'attenzione è su un soggetto target individuato in un primo momento; si rilevano i comportamenti interessati manifestati da quel specifico bambino durante l'osservazione. Tale scelta permette un'analisi dettagliata dei comportamenti, ma richiede tempi molto lunghi in presenza di gruppi numerosi.
- scan sampling: l'attenzione qui è su tutti i bambini presenti nella situazione osservata, mediante una rilevazione veloce dei comportamenti frequenti, in base alla loro presenza o assenza, non alle loro caratteristiche;
- rilevazione per eventi: l'attenzione è sul bambino che manifesta il comportamento che si sta studiando; è indicata per la rilevazione di comportamenti con frequenza irregolare.

Quando si vuole avere una visione più articolata delle relazioni tra i bambini che interagiscono, occorre focalizzarsi sull'osservazione di una diade o di un gruppo: il ricercatore rileva comportamenti del soggetto target considerando che i bambini interagendo si influenzano e questa interazione è flusso continuo di risposte (analisi individuale). Vengono utilizzate delle categorie che codificano comportamenti della diade considerandoli simultaneamente, ottenendo indicazioni sul contributo di ciascun bambino e cogliendo aspetti globali dell'interazione stessa (livello interattivo).

## Strumenti per la valutazione
Per valutare la competenza sociale vengono utilizzati specifici strumenti:
- griglie di osservazione, insieme di descrizioni comportamentali legate da relazioni specifiche, utilizzate per rilevare comportamenti. Il ricercatore sa su quali comportamenti dovrà porre attenzione ossia sui comportamenti rilevanti rispetto ai propri obiettivi. Occorre perciò creare categorie precise e chiare. Esistono tre tipologie di griglie: schemi di codifica, lista predeterminata di categorie che consente al ricercatore di soffermarsi solo su ciò che intende rilevare (al verificarsi del comportamento scelto egli ne annoterà la presenza); checklist, la competenza da valutare è suddivisa in unità comportamentali messe in ordine gerarchico di complessità (le competenze sociali sono difficilmente colte attraverso questo strumento); scale di valutazione, utilizzate dal ricercatore per valutare una specifica competenza basandosi su una prima osservazione seguita da un giudizio globale sulla sua comparsa.
- metodologia Q-Sort, tecnica introdotta da Stephenson, la quale utilizza un set di item predefiniti per valutare aspetti specifici del comportamento dei bambini. Su ogni item è riportato il comportamento da osservare e può essere utilizzato per descrivere il soggetto osservato. L'osservatore deve seguire indicazioni e regole (distribuzione forzata), deve suddividere l'insieme di item in un numero preciso di gruppi sulla base del loro grado di somiglianza con il comportamento manifestato dal bambino.
- tecniche sociometriche, utilizzano come indicatore della competenza sociale lo status sociometrico, la posizione sociale occupata dall'individuo all'interno del gruppo di appartenenza. Il presupposto è quello che dalla posizione sociale sia possibile desumere il livello di sviluppo sociale. Studi empirici dimostrano che esistenza una relazione tra l'essere rifiutati dai pare e la presenza di un basso livello di abilità sociale nell'infanzia e tra il rifiuto sociale sin da piccoli e le manifestazione di non adattamento nelle età successive.
- videoregistrazioni, dei comportamenti e in osservazione e codifica del materiale raccolto. Questo strumento, da una parte, permette di scindere le fasi di registrazione e codifica, di rivedere più volte le videoregistrazioni e di accedere allo stesso materiale in tempi diversi o contemporaneamente, permettendo il confronto dei ricercatori sulle valutazioni, dall'altra produce nei soggetti osservati reattività e a volte è meno efficace e più lenta dell'osservazione viva.[5]